# محمد علي الموسوي الشيرازي
محمد علي الموسوي الشيرازي هو عالم دين شيعي إيراني. نجل المرجع عبد الله الشيرازي، وشقيق المرجع محمد باقر الموسوي الشيرازي. ولد في مدينة النجف بالعراق. يعد من أبرز العلماء الإيرانيين في مدينة مشهد.

## المؤلفات
- الوقاية الإسلامية عن المفاسد الخلقية
- التشيع وأثره في تطوير المجتمع
- شهداء العقيدة
- دروس في أصول الفقه
- المكاسب في الفقه الإسلامي
- دروس إسلامية
- ليالي بيشاور